# Plagithmysus decurrensae
Plagithmysus decurrensae là một loài bọ cánh cứng trong họ Cerambycidae.